# Nord magnètic
El nord magnètic és la direcció que assenyala l'agulla imantada d'una brúixola, la del Pol Nord magnètic, adreça que no coincideix amb la del nord geogràfic, excepte en els punts de l'hemisferi nord situats en el mateix meridià que el nord magnètic.
La Terra genera un camp magnètic que es diu camp geomagnètic o camp magnètic terrestre. L'estudi d'aquest camp geomagnètic es remunta al segle xvii, quan l'anglès William Gilbert va publicar el llibre De Magnete, en 1600.
El nord magnètic es desplaça a poc a poc, pel que la seua posició marcada per a un any és només un terme mitjà. Actualment es desplaça uns cent metres diaris (40 km/any). A més, el camp magnètic creix i decreix en intensitat al llarg dels anys i, periòdicament, s'inverteix la polaritat, en cicles de milers d'anys. La fase actual és decreixent.
Es va desplaçar de manera imprevisible per als geòlegs el 2019. Es va desplaçar cap a Sibèria. Açò provocà que tots els aparells que hi depenen d'aquesta havien de ser corregits.

## Datació arqueològica
La variació de posició del Nord magnètic, al llarg de la Història de la Terra, és utilitzada pels arqueòlegs per a datar elements que van conservar les seues propietats magnètiques i l'orientació, tals com: les bases argilenques de forns prehistòrics.